# BAFTA (премия, 1994)
47-я церемония вручения наград премии BAFTA

1994
Лучший фильм: 

Список Шиндлера 

Schindler’s List
Лучший британский фильм: 

Страна теней 

Shadowlands
Лучший неанглоязычный фильм: 

Прощай, моя наложница 

Ba wang bie ji
< 46-я Церемонии вручения 48-я >
47-я церемония вручения наград премии BAFTA, учреждённой Британской академией кино и телевизионных искусств, за заслуги в области кинематографа за 1993 год состоялась в Лондоне в 1994 году.

## Полный список победителей и номинантов
| Победители выделены отдельным цветом. |

### Основные категории
| Категории                         | Победитель и номинанты                                                      |
| --------------------------------- | --------------------------------------------------------------------------- |
| Лучший фильм                      | • «Список Шиндлера» — Стивен Спилберг, Джеральд Молен, Бранко Лустиг        |
| Лучший фильм                      | • «Пианино» — Джен Чепмен, Джейн Кэмпион                                    |
| Лучший фильм                      | • «Страна теней» — Брайан Истман, Ричард Аттенборо                          |
| Лучший фильм                      | • «Остаток дня» — Исмаил Мерчант, Джон Колли, Майк Николс, Джеймс Айвори    |
| Лучший британский фильм           | • «Страна теней» — Брайан Истман, Ричард Аттенборо                          |
| Лучший британский фильм           | • «Град камней» — Кен Лоуч, Салли Хиббин                                    |
| Лучший британский фильм           | • «Обнажённые» — Майк Ли, Саймон Ченнинг-Уильямс                            |
| Лучший британский фильм           | • «Том и Вив» — Брайан Гилберт, Харви Касс, Марк Сэмюэлсон, Питер Сэмюэлсон |
| Лучший неанглоязычный фильм       | • «Прощай, моя наложница» (режиссёр — Чэнь Кайгэ; страна — Китай, Гонконг)  |
| Лучший неанглоязычный фильм       | • «Индокитай» (режиссёр — Режи Варнье; страна — Франция)                    |
| Лучший неанглоязычный фильм       | • «Ледяное сердце» (режиссёр — Клод Соте; страна — Франция)                 |
| Лучший неанглоязычный фильм       | • «Как вода для шоколада» (режиссёр — Альфонсо Арау; страна — Мексика)      |
| Лучшая режиссёрская работа        | • Стивен Спилберг — «Список Шиндлера»                                       |
| Лучшая режиссёрская работа        | • Джейн Кэмпион — «Пианино»                                                 |
| Лучшая режиссёрская работа        | • Джеймс Айвори — «Остаток дня»                                             |
| Лучшая режиссёрская работа        | • Ричард Аттенборо — «Страна теней»                                         |
| Лучшая мужская роль               | • Энтони Хопкинс — «Страна теней»                                           |
| Лучшая мужская роль               | • Энтони Хопкинс — «Остаток дня»                                            |
| Лучшая мужская роль               | • Лиам Нисон — «Список Шиндлера»                                            |
| Лучшая мужская роль               | • Дэниел Дэй-Льюис — «Во имя отца»                                          |
| Лучшая женская роль               | • Холли Хантер — «Пианино»                                                  |
| Лучшая женская роль               | • Миранда Ричардсон — «Том и Вив»                                           |
| Лучшая женская роль               | • Эмма Томпсон — «Остаток дня»                                              |
| Лучшая женская роль               | • Дебра Уингер — «Страна теней»                                             |
| Лучшая мужская роль второго плана | • Рэйф Файнс — «Список Шиндлера»                                            |
| Лучшая мужская роль второго плана | • Джон Малкович — «На линии огня»                                           |
| Лучшая мужская роль второго плана | • Томми Ли Джонс — «Беглец»                                                 |
| Лучшая мужская роль второго плана | • Бен Кингсли — «Список Шиндлера»                                           |
| Лучшая женская роль второго плана | • Мириам Маргулис — «Эпоха невинности»                                      |
| Лучшая женская роль второго плана | • Вайнона Райдер — «Эпоха невинности»                                       |
| Лучшая женская роль второго плана | • Холли Хантер — «Фирма»                                                    |
| Лучшая женская роль второго плана | • Мэгги Смит — «Таинственный сад»                                           |
| Лучший адаптированный сценарий    | • «Список Шиндлера» — Стивен Заиллян                                        |
| Лучший адаптированный сценарий    | • «Во имя отца» — Терри Джордж, Джим Шеридан                                |
| Лучший адаптированный сценарий    | • «Остаток дня» — Рут Правер Джабвала                                       |
| Лучший адаптированный сценарий    | • «Запах женщины» — Бо Голдман                                              |
| Лучший адаптированный сценарий    | • «Страна теней» — Уильям Николсон                                          |
| Лучший оригинальный сценарий      | • «День сурка» — Дэнни Рубин, Гарольд Рамис                                 |
| Лучший оригинальный сценарий      | • «Пианино» — Джейн Кэмпион                                                 |
| Лучший оригинальный сценарий      | • «На линии огня» — Джефф Магуайер                                          |
| Лучший оригинальный сценарий      | • «Неспящие в Сиэтле» — Нора Эфрон, Джефф Арч, Дэвид Уорд                   |

### Другие категории
| Категории                                                          | Победитель и номинанты                                                              |
| ------------------------------------------------------------------ | ----------------------------------------------------------------------------------- |
| Лучшая музыка к фильму                                             | • «Список Шиндлера» — Джон Уильямс                                                  |
| Лучшая музыка к фильму                                             | • «Пианино» — Майк Найман                                                           |
| Лучшая музыка к фильму                                             | • «Аладдин» — Алан Менкен                                                           |
| Лучшая музыка к фильму                                             | • «Неспящие в Сиэтле» — Марк Шейман                                                 |
| Лучшая операторская работа                                         | • «Список Шиндлера» — Януш Камински                                                 |
| Лучшая операторская работа                                         | • «Пианино» — Стюарт Драйбёрг                                                       |
| Лучшая операторская работа                                         | • «Остаток дня» — Тони Пирс-Робертс                                                 |
| Лучшая операторская работа                                         | • «Эпоха невинности» — Михаэль Балльхаус                                            |
| Лучшие визуальные эффекты                                          | • «Парк юрского периода» — Деннис Мьюрен, Стэн Уинстон, Фил Типпетт, Майкл Лантьери |
| Лучшие визуальные эффекты                                          | • «Аладдин» — Дон Пол, Стив Голдберг                                                |
| Лучшие визуальные эффекты                                          | • «Беглец» — Уильям Меса, Рой Арбогаст                                              |
| Лучшие визуальные эффекты                                          | • «Дракула» — Роман Коппола, Гэри Гутьеррес, Майкл Лантьери, Джин Уоррен мл.        |
| Лучший грим                                                        | • «Орландо» — Мораг Росс                                                            |
| Лучший грим                                                        | • «Дракула» — Грег Кэнном, Мишель Бёрк, Мэттью Мангл                                |
| Лучший грим                                                        | • «Список Шиндлера» — Кристина Смит, Мэттью Мангл и другие…                         |
| Лучший грим                                                        | • «Семейные ценности Аддамсов» — Кевин Хэни, Кэтрин Джеймс и другие…                |
| Лучший дизайн костюмов                                             | • «Пианино» — Джанет Паттерсон                                                      |
| Лучший дизайн костюмов                                             | • «Дракула» — Эйко Исиока                                                           |
| Лучший дизайн костюмов                                             | • «Орландо» — Сэнди Пауэлл                                                          |
| Лучший дизайн костюмов                                             | • «Список Шиндлера» — Анна Б. Шеппард                                               |
| Лучший дизайн костюмов                                             | • «Много шума из ничего» — Филлис Далтон                                            |
| Лучшая работа художника-постановщика                               | • «Пианино» — Эндрю МакЭлпин                                                        |
| Лучшая работа художника-постановщика                               | • «Дракула» — Томас Сандерс                                                         |
| Лучшая работа художника-постановщика                               | • «Список Шиндлера» — Аллан Старски                                                 |
| Лучшая работа художника-постановщика                               | • «Эпоха невинности» — Данте Ферретти                                               |
| Лучший монтаж                                                      | • «Список Шиндлера» — Майкл Кан                                                     |
| Лучший монтаж                                                      | • «Пианино» — Вероника Дженет                                                       |
| Лучший монтаж                                                      | • «На линии огня» — Энн В. Коутс                                                    |
| Лучший монтаж                                                      | • «Беглец» — Деннис Вирклер, Дэвид Файнфер и другие…                                |
| Лучший звук                                                        | • «Беглец» — Брюс Стамблер, Бекки Салливан и другие…                                |
| Лучший звук                                                        | • «Пианино» — Ли Смит, Тони Джонсон, Гетин Гри                                      |
| Лучший звук                                                        | • «Список Шиндлера» — Чарльз Л. Кэмпбелл, Роберт Джексон и другие…                  |
| Лучший звук                                                        | • «Парк юрского периода» — Гэри Райдстром, Роналд Джадкинс и другие…                |
| Лучший анимационный короткометражный фильм                         | • «Неправильные штаны» — Ник Парк, Кристофер Молл                                   |
| Лучший анимационный короткометражный фильм                         | • The Village — Пэм Деннис, Марк Бейкер                                             |
| Лучший анимационный короткометражный фильм                         | • Britannia — Дэвид Паркер, Джоанна Куинн                                           |
| Лучший анимационный короткометражный фильм                         | • Bob’s Birthday — Алисон Сноуден, Дэвид Файн                                       |
| Лучший короткометражный фильм                                      | • «Эта замечательная жизнь Франца Кафки» — Питер Капальди, Рут Кенли-Леттс          |
| Лучший короткометражный фильм                                      | • Syrup — Анита Оверленд, Пол Анвин                                                 |
| Лучший короткометражный фильм                                      | • A Small Deposit — Пол Холмс, Элинор Юл                                            |
| Лучший короткометражный фильм                                      | • One Night Stand — Джорджия Мастерс, Билл Бриттен                                  |
| Michael Balcon Award за вклад в развитие британского кинематографа | • Кен Лоуч — режиссёр                                                               |
| BAFTA Academy Fellowship Award                                     | • Майкл Грейд — телеведущий                                                         |